# Guadalupe Gómez Maganda Bermeo
Guadalupe Gómez Maganda Bermeo (Acapulco de Juárez, Guerrero, 20 de abril de 1945) es una política y abogada mexicana, miembro del Partido Revolucionario Institucional (PRI). Ha sido diputada federal, senadora y ha tenido varios cargos a nivel estatal.

## Biografía

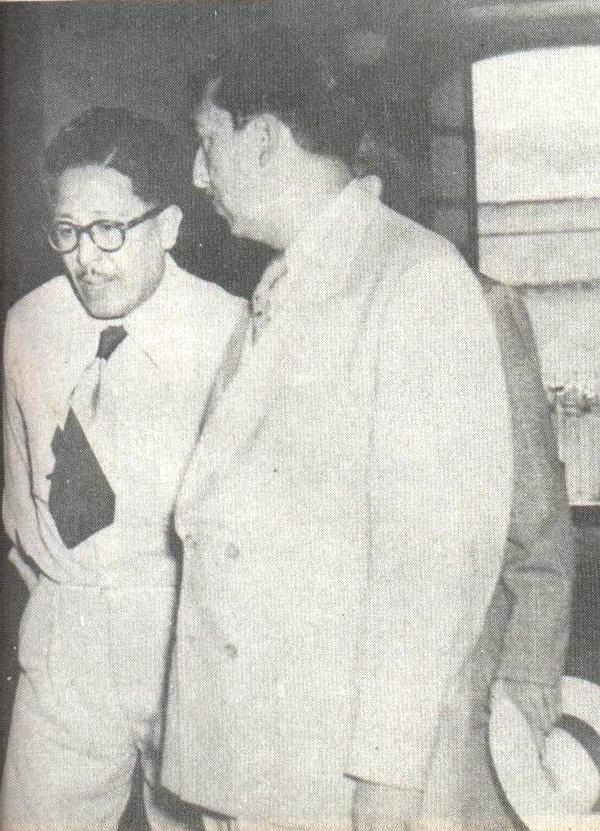
Alejandro Gomez Maganda, padre de Guadalupe Gómez Maganda, junto al entonces presidente Miguel Alemán Valdés.

Nació en la ciudad de Acapulco, hija de Alejandro Gómez Maganda y Josefina Bermeo. Su padre tuvo una amplia carrera política, y fue gobernador de Guerrero de 1951 a 1954, dejó el cargo al ser declarados desaparecidos los poderes del estado. Dicho final se dio por orden del entonces presidente Adolfo Ruiz Cortines, ante la absoluta cercanía de Gómez Maganda a su antecesor en la presidencia, Miguel Alemán Valdés.
Realizó sus estudios básico en la ciudad de Chilpancingo de los Bravo, la preparatoria en la Universidad Femenina de México y es licenciada en Derecho egresada de la Facultad de Derecho de la Universidad Nacional Autónoma de México (UNAM), donde se tituló el 15 de agosto de 1967 con la tesis «Las averías gruesas», que recibió mención honorífica.
De 1962 a 1964 fue auxiliar del ministerio público en la VIII Delegación del entonces Distrito Federal, de 1964 a 1966 fue abogada dictaminadora en el Instituto de Seguridad y Servicios Sociales de los Trabajadores del Estado (ISSSTE) de 1969 a 1974 fue subdirectora Jurídica y Consultiva del Consejo Nacional de Turismo. En 1974 fue secretaria de Propaganda del comité directivo del PRI en el Distrito Federal.
En 1975 fue secretaria general de Gobierno del estado durante la gestión de aproximadamente dos meses del gobernador Xavier Olea Muñoz y luego residenta de la Tribunal Superior de Justicia del estado de Guerrero. Posteriormente entre 1977 y 1979 realizó estudios de especialidad en Civilización Francesa en la Universidad de La Sorbona, en Francia.
En 1979 fue elegida diputada federal por primera ocasión, como representante del Distrito 4 de Guerrero a la LI Legislatura de ése año a 1982. Al término, fue a su vez elegida Senadora por su estado en primera fórmula, para los años de 1982 a 1988 correspondiente a las Legislaturas LII y LIII y en las que llegó a presidir la Mesa Directiva del Senado.
Terminando dicho encargo, nuevamente fue diputada federal por el mismo distrito 4, pero en esta ocasión a la LIV Legislatura de 1988 a 1991; y en 1994 por segunda ocasión senadora en primera fórmula, para el periodo de 1994 a 2000 correspondiente a las Legislaturas LVI y LVII; en esta segunda oportunidad en el senado, presidió de nuevo la Mesa Directiva, así como las comisiones de Justicia; de Asistencia Social; y, de Equidad de Género. 
En 1998 participó como precandidata del PRI a la gubernatura de Guerrero, participando en la elección interna con René Juárez Cisneros, Florencio Salazar Adame, Manuel Añorve Baños, Porfirio Camarena Castro, Carlos Vega Memije y Miguel Osorio Marbán y en la que resultó triunfador Rene Juárez. El 6 de abril de 1999 recibió licencia definitiva al cargo de Senadora para ocupar, de 1999 a 2000, el cargo de coordinadora ejecutiva de la Comisión Nacional de la Mujer en la Secretaría de Gobernación, por nombramiento del titular Diódoro Carrasco Altamirano.
En 2000 fue nombrada secretaria de Fomento Turístico del gobierno de Guerrero por el gobernador René Juárez Cisneros, permaneciendo en el cargo hasta el final de su gobierno en 2005. De 2008 a 2012 fue diputada a la LIX Legislatura del Congreso del Estado de Guerrero por la vía de la representación proporcional.